# Chrysochlora cooksoni
Chrysochlora cooksoni är en tvåvingeart som beskrevs av Lindner 1966. Chrysochlora cooksoni ingår i släktet Chrysochlora och familjen vapenflugor. Inga underarter finns listade i Catalogue of Life.